# Bucephalopsis haimeana
Bucephalopsis haimeana är en plattmaskart. Bucephalopsis haimeana ingår i släktet Bucephalopsis och familjen Bucephalidae. Inga underarter finns listade i Catalogue of Life.